# Kaarlo Kangasniemi
Kaarlo Olavi Kangasniemi (* 4. února 1941 Kullaa) je bývalý finský vzpěrač, známý pod přezdívkou Kulta-Kalle. Pochází z rodiny kováře a má sedm bratrů (čtyři z nich získali titul mistra Finska ve vzpírání). Stal se jediným finským olympijským vítězem ve vzpírání, když vyhrál váhu do 90 kg na LOH 1968. Je také mistrem světa ve dvojboji z roku 1969 a mistrem Evropy z let 1969 a 1970. V letech 1968 a 1969 vyhrál anketu o finského sportovce roku a v roce 1969 byl zvolen nejlepším vzpěračem světa. Během své kariéry osmnáctkrát překonal světový rekord. V roce 1998 byl uveden do Síně slávy světového vzpírání.